# Митькино (Одинцовский район)
Митькино — деревня в составе сельского поселения Жаворонковское Одинцовского муниципального района в Московской области.

## Население
| 2002 | 2006 | 2010 |
| ---- | ---- | ---- |
| 16   | →16  | ↗113 |

## История
Впервые в исторических документах деревня встречается в Экономических примечаниях 1800 года, как деревня Миткина, входившая в состав экономической Нахабинской волости, с 6 дворами, 39 душами мужского и 47 женского пола. На 1852 год в казённой деревне Миткина числилось 10 дворов, 35 душ мужского пола и 37 — женского, в 1890 году — 85 человек. По Всесоюзной переписи 17 декабря 1926 года числилось 28 хозяйств и 178 жителей, по переписи 1989 года — 30 хозяйств и 39 жителей. В 2006 году в деревне числилось 16 человек. До 2006 года Митькино входило в состав Ликинского сельского округа.

## География
Митькино расположено в 37 км к юго-западу от центра Москвы и в 13 км к юго-западу от центра Одинцова. Деревня окружена дачами и коттеджами. Высота центра над уровнем моря 191 м. В 200 м к югу от деревни проходит граница Москвы.

## Население
Численность официально зарегистрированного населения составляет 113 человек. За четыре года зарегистрированное население увеличилось в семь раз. Возможной причиной может являться учёт жителей, зарегистрировавшихся в близлежащих коттеджных посёлках.
С большей вероятностью за счёт построенного здесь ЖК Аккорд Смарт Квартал.

## Транспорт
Митькино расположено в 300 метрах от шоссе, соединяющего Троицк и Жаворонки.
Автобусный маршрут связывает Митькино с селом Жаворонки, где расположена ближайшая железнодорожная платформа, а также с посёлками совхоза «Крёкшино» и станции Крёкшино, находящимися в границах Москвы.